# Julien de Schaller
Julien de Schaller (Fribourg, 15 oktober 1807 - aldaar, 20 juni 1871) was een Zwitsers bosbouwkundige en politicus voor de radicalen uit het kanton Fribourg. Hij zetelde van 1850 tot 1851 en van 1854 tot 1858 in de Kantonsraad.

## Biografie
Julien de Schaller was een zoon van Charles de Schaller. Julien studeerde rechten aan de Universiteiten van Freiburg im Breisgau en Heidelberg. Later studeerde hij voor bosbouwingenieur in München, Interlaken, Villingen en Aarau. Uiteindelijk behaalde hij in 1830 zijn diploma van bosbouwkundig ingenieur. Hij werd vervolgens inspecteur van de kantonnale bossen van Fribourg. In 1850 was hij de opsteller van het kantonnaal boswetboek.
Van 1843 tot 1847 was hij lid van de gemeenteraad (uitvoerende macht) van Fribourg. Vanaf 1846 was hij eveneens lid van de Grote Raad van Fribourg als lid van de radicalen. Hij was een tegenstander van de Sonderbund. In 1847 werd hij vanwege zijn tegenstand gearresteerd, maar wist hij te ontsnappen, waarna hij de federale troepen vervoegde. Later dat jaar werd hij lid van de voorlopige regering, om vervolgens van 1848 tot 1857 lid te worden van de Staatsraad van Fribourg. Daarin was hij tot 1856 bevoegd voor onderwijs en vervolgens voor financiën. Vanaf 1848 en tot 1866 was hij voor een tweede maal lid van de Grote Raad van Fribourg. Met onderwijs als bevoegdheid reorganiseerde hij de lagere scholen, richtte hij nieuwe middelbare scholen op en hervormde hij het college tot een kantonnale school.
Hij was eveneens politiek actief op federaal niveau. Zo was hij van 5 april 1850 tot 30 november 1851 voor een eerste maal lid van de Kantonsraad. Hij was in die functie de opvolger van André Castella. In 1851 nam hij deel aan de Zwitserse parlementsverkiezingen van dat jaar en was hij met succes kandidaat voor een zetel in de Nationale Raad. Hij zetelde er van 1 december 1851 tot 1 augustus 1852. Enkele jaren later zetelde hij tussen 4 december 1854 tot 1 juli 1858 voor een tweede maal in de Kantonsraad. Vanaf 1851 verzwakte zijn positie binnen de rangen van de radicalen door de opkomst van Léon Pittet. Samen met zijn collega Frédéric Bielmann ijverde hij in de Zwitserse Bondsvergadering met succes voor de aansluiting van het kanton Fribourg op het opkomende spoorwegennet, wat in 1856 resulteerde in de spoorlijn van Bern over Fribourg naar Lausanne. Later werd hij directeur van de spoorwegmaatschappij die deze lijn uitbaatte.
In 1848 richtte de Schaller de antiklerikale krant Le Confédéré de Fribourg op. 